# Bibiocephala minor
Bibiocephala minor är en tvåvingeart som beskrevs av Kitakami 1931. Bibiocephala minor ingår i släktet Bibiocephala och familjen Blephariceridae. Inga underarter finns listade i Catalogue of Life.